# Велика Розсоха
Велика Розсоха́ (рос. Большая Рассоха) — річка в Республіці Комі, Росія, права притока річки Велика Шайтановка, правої притоки річки Печора. Протікає територією Троїцько-Печорського району.
Річка починається зі східних схилів височини Собінська Парма, протікає на південний схід та схід. Впадає до Великої Шайтановки в районі колишнього присілка Мала Шайтановка.